# Юрасовы
Юрасовы — два древних русских дворянских рода.
Один, ведущий начало от Юраса и его сына Тихона, записан в VI части родословной книги Пензенской губернии.
Другой, происходящий от стольника Тимофея Юрасова (половина XVI века), записан в VI части родословных книг Орловской и Тульской губернии (VI часть Общего Гербовника, лист 63). Представители этого рода были пожалованы поместьями в 1626.
Есть ещё несколько дворянских родов Юрасовых, более позднего происхождения.

## Описание герба
В щите, имеющем серебряное поле, видна выходящая с вершины щита из облака рука с мечом (польский герб Малая Погоня) и под оными изображено красное сердце, пронзённое крестообразно двумя стрелами (изм. польский герб Пржияцель).
Щит увенчан дворянским шлемом и короной со страусовыми перьями. Намёт на щите серебряный, подложенный красным. Герб внесён в Общий гербовник дворянских родов Российской империи, часть 6, 1—е отд., стр. 63.

## Известные представители
- Юрасовы: Яков Иванович, Роман Яковлевич, Григорий Иванович — карачевские городовые дворяне (1627—1629).
- Юрасов Афанасий — воевода в Кромах (1664—1665).
- Юрасовы: Фёдор Лукич, Кирилл Ратманович, Афанасий Григорьевич — московские дворяне (1676—1692).
- Юрасовы: Осип Игнатьевич, Иван Афанасьевич — стольники (1689—1692)[1][2].